# Ишимбайский машиностроительный завод
ОАО «Ишимбайский машиностроительный завод» (ИМЗ) — одно из старейших машиностроительных предприятий России в области производства нефтепромыслового оборудования. ИМЗ осуществлял производство бурового оборудования, а также предоставление услуг в области сервисного обслуживания производимой техники. Продукция прошла сертификацию стандарта ISO 9001:2000.
Наряду с предприятими ОАО «Кунгурский машиностроительный завод» (КМЗ), Инжиниринговая компания ОАО «КМЗ» входил в состав холдинга «Мобильные буровые системы» («МБС»), влившийся в состав группы компаний «КУНГУР».
Юридический адрес. 453204, г. Ишимбай, ул. Богдана Хмельницкого, д. 2

## История
Вековая история завода начиналась в начале XX века в городе Баку, развивалась до Великой Отечественной войны, эвакуировавшись в Ишимбай, Второе Баку.
В феврале 1901 г., неподалёку от скважин в селе Романы Московско-Кавказским Нефтяным Промышленно-Торговым Товариществом (образовано в 1897 году) была поставлена небольшая мастерская по ремонту оборудования. Эта дата и является началом истории завода.
В 1902—1903 годах эта Мастерская была существенно расширена и имела в то время токарный, слесарный, трубокотельный и кузнечные цеха. Называли предприятие в то время — Механическая Мастерская. До первой мировой войны здесь трудились до 200 работников. В годы войны работало не менее 600 человек.
До 1920 г. Мастерские занимались ремонтом ударной буровой техники, изготовлением желонок для добычи нефти. В таком виде предприятие просуществовало до 1920 года. Декретом Азревкома от 24 мая 1920 г. управление национализированными предприятиями было передано Азербайджанскому Нефтяному Комитету; который вскоре стал именоваться «Азнефть». В эту организацию входила Механическая мастерская, которая вскоре получила имя Сталина, но непосредственно подчинялась поочерёдно: Романинской группе промыслов, Сураханской конторе по бурению, промыслу им. Орджоникидзе. Согласно приказу народного комиссара тяжёлой промышленности СССР за № 562 от 11.12.1936 г. Мастерская, теперь уже именуемая Механическим заводом им. Сталина передаётся в ведение треста «Азнефтемаш».
Во второй половине 30-х годов завод занимался ремонтом грязевых насосов, выпускаемых заводами «Красный молот» и «Коломенский», а также изготовлением запасных частей к ним. Кроме того, он обслуживал тресты: «Ордженикидзенефть», «Когановичнефть» и «Лениннефть», обеспечивал их ловильным инструментом. В конце 30-х годов велась серьёзная подготовительная работа по реконструкции завода.
В условиях начавшейся Великой Отечественной войны, во исполнение приказа Наркомнефти СССР за № 177 от 01.08.1941 г., Механический завод им. Сталина, вместе со всем оборудованием и 745 работниками был эвакуирован в Башкирию, в г. Ишимбай. В Ишимбае завод получил иное название: «Государственный Союзный Машиностроительный Завод имени Сталина».
Наряду с изготовлением и ремонтом бурового и нефтепромыслового оборудования для нефтяников республики, Машиностроительный завод изготовлял специальный заказ Наркомата, боеприпасы — вытачивал направляющие гильзы для знаменитых «Катюш». За годы войны коллектив завода неоднократно выходил победителем социалистического соревнования в нефтяной отрасли и ему присуждались знамёна победителя.
До 1946 года завод входил в систему Наркомнефти. В соответствии с Постановлением Совета Народных комиссаров СССР № 502 от 04.03.1946 г., в связи с разделением Наркомата нефтяной промышленности СССР на два Наркомата, завод, вместе с трестом «Башнефть», вошёл в состав Наркомата нефтяной промышленности Восточных районов СССР.
В связи с реорганизацией управления нефтяной промышленности с 28.12.1948 г. вновь образовано единое Министерство нефтяной промышленности страны, в который вошёл завод. Приказом Министерства нефтяной промышленности СССР № 1333 от 25.10.1949 г. завод передан в состав вновь организованного главного управления нефтепромыслового машиностроения Главнефтемаш.
В период с 1957 по 1965 г. Ишимбайский машиностроительный завод имени Сталина входил сначала в Башкирский, а затем в Средневолжский Совнархоз. С 1965 года по 1991 год предприятие подчинялось Министерству химического и нефтяного машиностроения, а с ликвидацией последнего — Комитету Российской Федерации по машиностроению.
В 60-80-е годы шло дальнейшее наращивание мощностей завода, оснащение новейшей техникой, обновление технологических процессов, расширение сбыта. Продукция использовалась не только нефтяниками СССР, но и более 30-ти стран мира. Гарантии успеха — прежде всего в качественности. До 95 % изделий Министерство присвоило первую категорию качества, многие изделия имели знак качества СССР.
2019 год - завод обанкротился и закрылся.